# さくらガール
「さくらガール」は、日本の男性アイドルグループ、NEWSの12枚目のシングル。

## 概要
- 約11カ月ぶりの新曲である。
- 発表当初では24日発売予定だったが、数日後に31日に変更された。
- 特典として、着うたムービーダウンロードのID用紙が入っており、初回盤では、さくらVer.　通常盤の初回プレスのみに応援Ver.が封入される。
- 山下が「[山][P]」と書かれた紙コップを使用するPVが「星をめざして」、「weeeek」、「太陽のナミダ」、「SUMMER TIME」、「Happy Birthday」、「恋のABO」と6回連続登場し恒例となっていたが、今回では登場しない。
- 2010年4月12日付のオリコン週間シングルチャートで19.5万枚を売り上げ、デビューから12作連続1位を獲得。

## 収録曲

### 通常盤
1. さくらガール
作詞：ヒロイズム,Hacchin' Maya、作曲・編曲：ヒロイズム
  - 21stシングル「EMMA」にてRepresent NEWS Mixとして4人体制で、13thアルバム「NEWS EXPO」にて3人体制でそれぞれ再録されている。
2. あなたがとなりにいるだけで
作詞：松尾潔、作曲・編曲：Shusui,Anders Dannvik
3. FREEDOM
作詞:zopp、作曲:Shusui、Samuel Waermo、編曲:鈴木雅也
4. さくらガール（オリジナル・カラオケ）

### 初回盤
1. さくらガール
2. あなたがとなりにいるだけで
3. Love Melodies
作詞：Maboo、作曲：大智・川口進、編曲：平田祥一郎
4. さくらガール (A cappella version)
編曲：高橋哲也

## 映像作品
さくらガール
- LIVE（初回盤）
- NEWS DOME PARTY 2010 LIVE! LIVE! LIVE! DVD!
- NEWS LIVE TOUR 2012 〜美しい恋にするよ〜
  - 4人体制 初披露
- NEWS 10th Anniversary in Tokyo Dome
- NEWS LIVE TOUR 2015 WHITE
- NEWS LIVE TOUR 2016 QUARTETTO
- NEWS LIVE TOUR 2017 NEVERLAND
- NEWS 15th Anniversary LIVE 2018 "Strawberry"
- NEWS LIVE TOUR 2019 WORLDISTA

あなたがとなりにいるだけで
- NEWS LIVE TOUR 2012 〜美しい恋にするよ〜
  - 4人体制 初披露